# Georges Renaud
Georges Renaud (8 de gener de 1893, Nancy – 28 de juliol de 1975, Peille) fou un jugador d'escacs francès, que va també exercir, dins el món dels escacs, com a teòric, compositor de problemes, àrbitre, i organitzador de torneigs.

## Resultats destacats en competició
Renaud va guanyar el Campionat d'escacs de França a París el 1923. Va representar França a la I Olimpíada d'Escacs no oficial a París 1924, i a la I Olimpíada d'Escacs a Londres 1927.

## Difusor del joc
Entre gener de 1922 fins a 1930, va ser titular d'una de les més cèlebres columnes d'escacs a la premsa francesa, a L'Éclaireur de Nice. Des de la seva columna, va popularitzar els problemes d'escacs.

### Teòric dels escacs
Com a teòric dels escacs, és autor de "Le problème d'échecs" (1924) – conjuntament amb Alain Campbell White, "Les échecs" (1945) – conjuntament amb el també campió de França Victor Kahn, "L'art de faire mat" (1947), "Les six candidats au championnat du monde" (1948) "La partie espagnole" (1949), i "Les échecs dans la monde 1951" (1952).